# Ольшовець (Опочинський повіт)
Ольшовець (пол. Olszowiec) — село в Польщі, у гміні Славно Опочинського повіту Лодзинського воєводства.
Населення — 323 особи (2011).
У 1975-1998 роках село належало до Пйотрковського воєводства.

## Демографія
Демографічна структура станом на 31 березня 2011 року:
|          | Загалом | Допрацездатний вік | Працездатний вік | Постпрацездатний вік |
| -------- | ------- | ------------------ | ---------------- | -------------------- |
| Чоловіки | 165     | 44                 | 109              | 12                   |
| Жінки    | 158     | 44                 | 86               | 28                   |
| Разом    | 323     | 88                 | 195              | 40                   |